# Édouard Lockroy
Pour les articles homonymes, voir Édouard Simon et Simon.
Édouard Lockroy dit Lockroy fils, à l’état civil Édouard-Étienne-Auguste Simon, né le 18 juillet 1838 à Paris et mort le 22 novembre 1913 dans la même ville, est un journaliste et homme politique français.
Resté fidèle à l'extrême gauche pendant les années 1870, Lockroy se rapproche ensuite du républicanisme et surtout du parti radical-socialiste, dont il devient l'une des figures de proue sous la Troisième République. À la tête du ministère de la Marine, il engage une politique navale volontariste et expansionniste. Son passage au ministère du Commerce et de l'Industrie lui permet par ailleurs de soutenir activement l'édification vivement contestée de la tour Eiffel.
Son nom est donné à une station de recherche située sur la péninsule Antarctique, Port Lockroy, ainsi qu'à une rue du 11e arrondissement de Paris dont il est député pendant près de 30 ans.

## Biographie
Édouard Simon est le fils de Joseph-Philippe Simon (1803-1891), comédien et auteur dramatique qui avait pris le pseudonyme de « Lockroy » (son père, le général d'Empire Henri Simon, lui ayant interdit d'employer son nom), et d'Antoinette-Stéphanie Jullien, fille de Marc-Antoine Jullien fils qui publie elle-même deux ouvrages, Contes à mes nièces en 1868 et Les Fées de la famille en 1886.
En 1858, il accompagne Ernest Renan dans sa Mission de Phénicie comme dessinateur.
Après avoir entamé des études artistiques, Édouard Lockroy s'engage en 1860 sous les ordres de Giuseppe Garibaldi et participe à l'unification de l'Italie. Il passe les trois années suivantes en Syrie en tant que secrétaire d'Ernest Renan. À son retour à Paris, Lockroy devient un opposant actif au Second Empire au travers d'articles publiés dans les colonnes du Figaro, du Diable à quatre, puis du Rappel. Au cours du siège de Paris, il reçoit le commandement d'un bataillon.

### Carrière parlementaire
En février 1871, il est élu député à l'Assemblée nationale sur les bancs de l'extrême gauche. Il s'y distingue notamment en protestant contre les négociations de paix.
Un mois plus tard, Lockroy fait partie des signataires de la proclamation pour l'organisation d'élections de la Commune de Paris, et démissionne de son mandat de député. Arrêté à Neuilly, surpris sur la route de Vanves par un poste de cavalerie, Lockroy est seul dans un fiacre, sans armes. Toutefois, se présentant comme député, on lui reproche d'être "démissionnaire" et il est emprisonné à Versailles puis à Chartres, jusqu'en juin où il est libéré sans procès. Élu au conseil municipal de Paris sur les listes des républicains radicaux aux élections du 30 juillet 1871, il est incarcéré à nouveau pour la rédaction d'articles polémiques dans la presse, puis en 1872 après un duel avec Paul de Cassagnac.
Lockroy effectue son retour à la Chambre en 1873 en tant que député radical-socialiste des Bouches-du-Rhône, puis d'Aix-en-Provence à la suite des élections de 1877. Il défend alors, avec Clemenceau, François Raspail et Victor Hugo, l'amnistie pleine et entière pour les Communards. En mai 1877 il est l'un des signataires du manifeste des 363, députés s'opposant au gouvernement de Broglie.
Le 3 avril 1877, il épouse Alice Lehaene, veuve de Charles Hugo, le fils de l'écrivain.
Le 5 mars 1879, Édouard Lockroy organise une conférence pour venir financièrement en aide à l'ancienne communarde et veuve du colonel Napoléon La Cécilia, Marie La Cécilia. Étienne Carjat, Charles Callet y participent et Clemenceau en assure la présidence,.
Aux législatives de 1881, il est élu à la fois à Aix et dans le 11e arrondissement de Paris. Contraint de choisir, il porte alors sa préférence sur son mandat parisien (il sera par la suite réélu à de multiples reprises et siège jusqu'en 1910). Au cours des élections de 1893, Lockroy est la cible d'un attentat perpétré par un cocher et un poète du nom de Moore, qui tire plusieurs balles en sa direction sans le blesser grièvement.

### Fonctions ministérielles

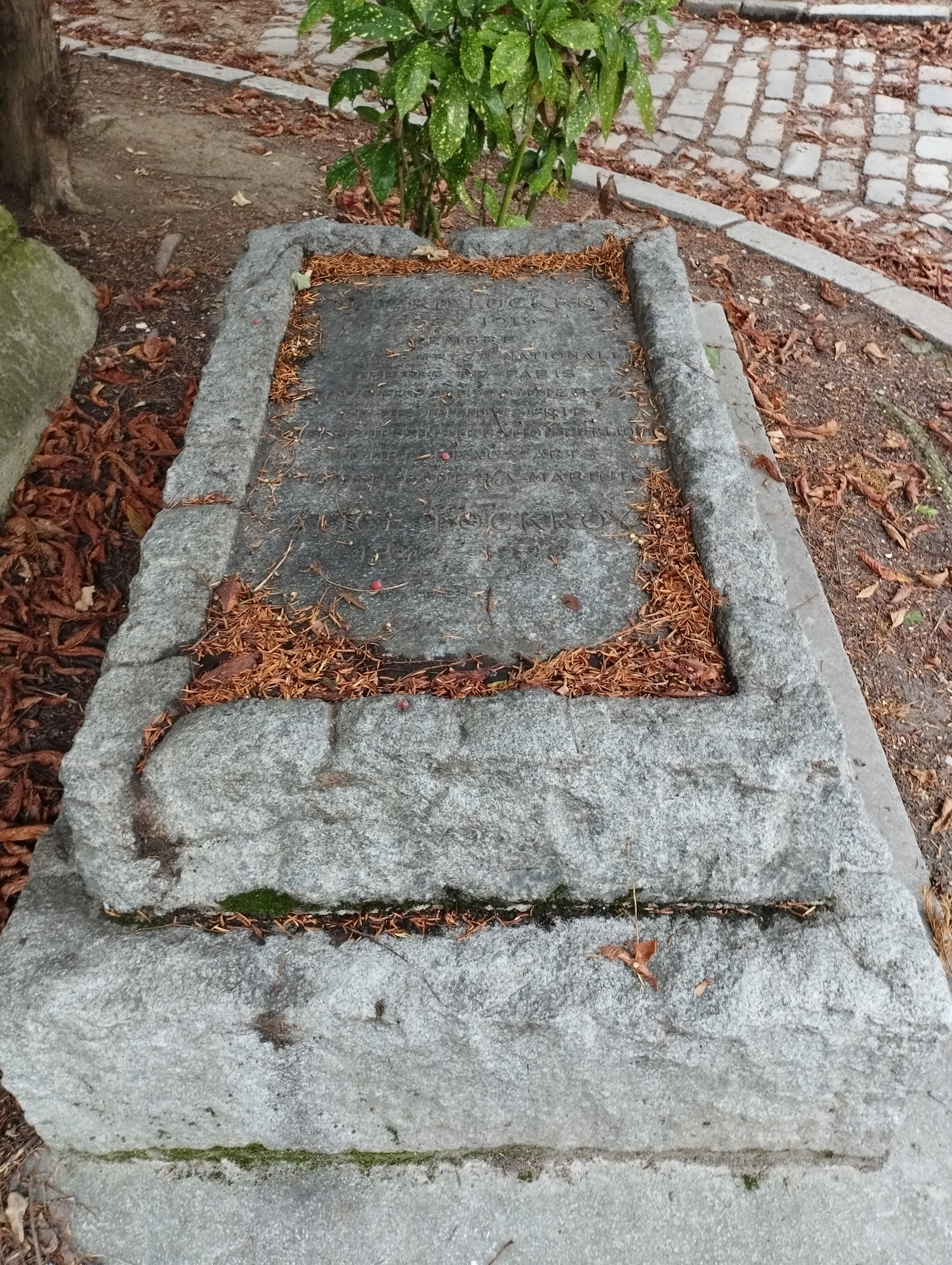
Tombe de Édouard Lockroy au cimetière du Père-Lachaise (division 26).

Au sein du nouveau cabinet ministériel de Charles de Freycinet, formé en janvier 1886, Lockroy obtient l'important portefeuille du Commerce et de l'Industrie, qu'il conserve sous le gouvernement Goblet (1886-1887). Sa popularité le place en tête des élections à Paris, sa participation au gouvernement Freycinet étant perçue comme la perspective d'une réconciliation entre le radicalisme parisien et le républicanisme officiel. Son passage au ministère du Commerce et de l'Industrie lui permet notamment d'organiser les premiers préparatifs pour l'Exposition universelle de Paris de 1889 : dans une lettre pleine de « mordant », Lockroy soutient l'édification de la tour Eiffel contre l'opinion réfractaire du « Paris artistique ». Il enverra, au contraire, une lettre très élogieuse au pédagogue François Gouin pour sa nouvelle méthode d'apprentissage des langues étrangères.
Après le scandale de Panama et la crise boulangiste, Lockroy s'affirme comme l'une des principales figures du Parti radical. Il devient vice-président de la Chambre des députés en 1894-1895, avant d'être nommé ministre de la Marine sous le gouvernement de Léon Bourgeois. Les réformes drastiques qu'il engage dans son domaine de compétence alarment les politiciens les plus modérés, mais il gagne la confiance de l'opinion et peut ainsi conserver son portefeuille sous les gouvernements Brisson (1898) et Dupuy (1898-1899).
Lockroy accorda son soutien au gouvernement de Pierre Waldeck-Rousseau, mais critique activement la politique navale menée par Camille Pelletan sous le gouvernement de Combes (1902-1905), période au cours de laquelle il accède à nouveau à la vice-présidence de la Chambre des députés.
En 1905, il vote la loi de séparation des Églises et de l'État.
Il meurt le 22 novembre 1913 et, trois jours plus tard, il est inhumé au cimetière du Père-Lachaise (26e division).

## Hommages

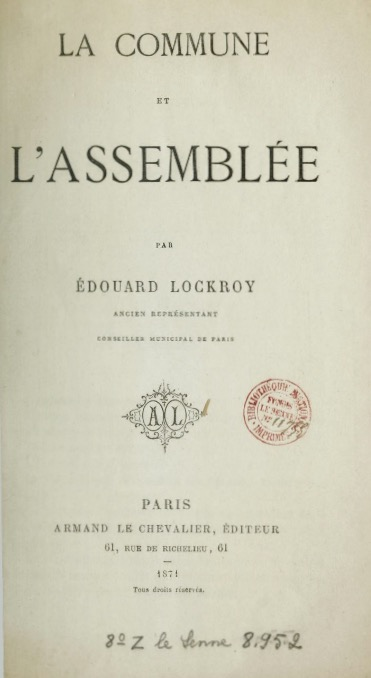
La Commune et l'Assemblée, 1871.

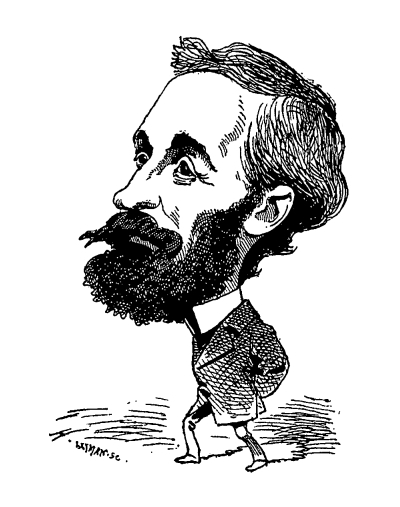
Caricature d'Édouard Lockroy par Georges Lafosse parue dans Le Trombinoscope de Touchatout en 1874.

Port Lockroy porte le nom d'Édouard Lockroy ; Alice-Creek, sur l'île Wiencke, porte le nom de sa femme. À Paris, la rue Édouard-Lockroy honore sa mémoire.

## Œuvres
Édouard Lockroy a été tout au long de sa carrière l'avocat de la politique navale française, qu'il souhaitait voir s'affirmer avec davantage de volontarisme. Il est notamment l'auteur de :
- La Marine de Guerre (1890)
- Six mois rue Royale (1897)
- La Défense navale (1900)
- Du Weser à la Vistule (1901)
- Les Marines française et allemande (1904)
- Le Programme naval (1906)

Parmi ses autres ouvrages, on compte M. de Moltke et la Guerre future (1891), le Journal d'une bourgeoise pendant la Révolution (1881), inspiré de lettres écrites par son arrière-grand-mère, Rosalie Jullien et L'Île révoltée (1877) qui retrace ses aventures auprès de Giuseppe Garibaldi, en compagnie d'Alexandre Dumas.
Il publia ses mémoires sous le titre de Au hasard de la vie : Notes et Souvenirs ; préface de Jules Claretie (1913)

### Sources
- Colonel Henri Charbonnel, De Madagascar à Verdun, Vingt ans à l'ombre de Gallieni, Éditions Karolus, 1962
- « Édouard Lockroy », dans Adolphe Robert et Gaston Cougny, Dictionnaire des parlementaires français, Edgar Bourloton, 1889-1891 [détail de l’édition]
- Lockroy (Edouard), Deux années d’aventures en Méditerranée avec Dumas, Garibaldi, Le Gray et Renan. Journal et correspondance d'Edouard Lockroy (1860-1861), sélection de Sylvie Aubenas, Charles-Eloi Vial, préface de Gilles Pécout, Paris, le Passage, 2024, 272 p.